# Blauwe Grot (Malta)

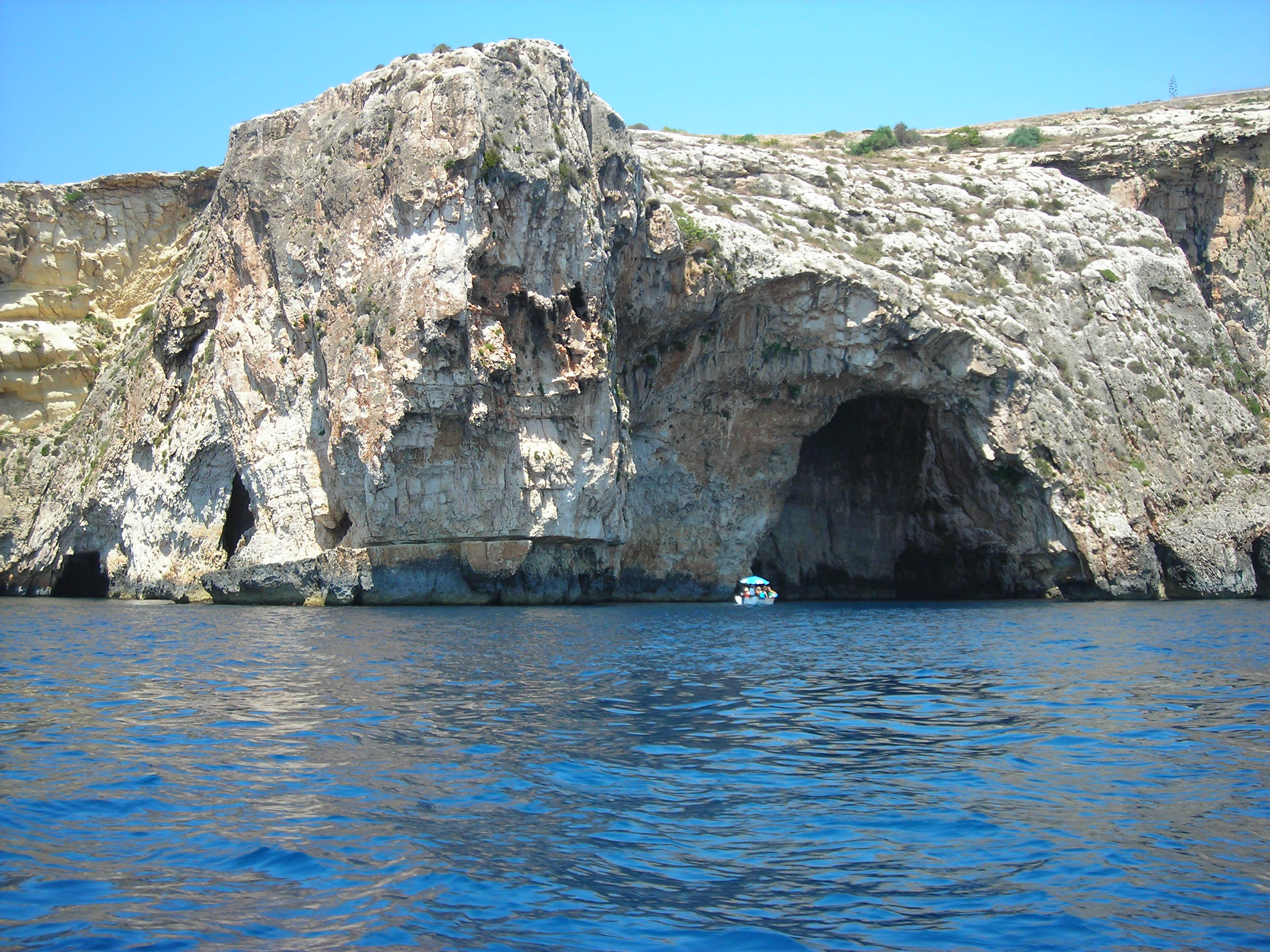
Een boot met toeristen vaart richting de Blauwe Grot.

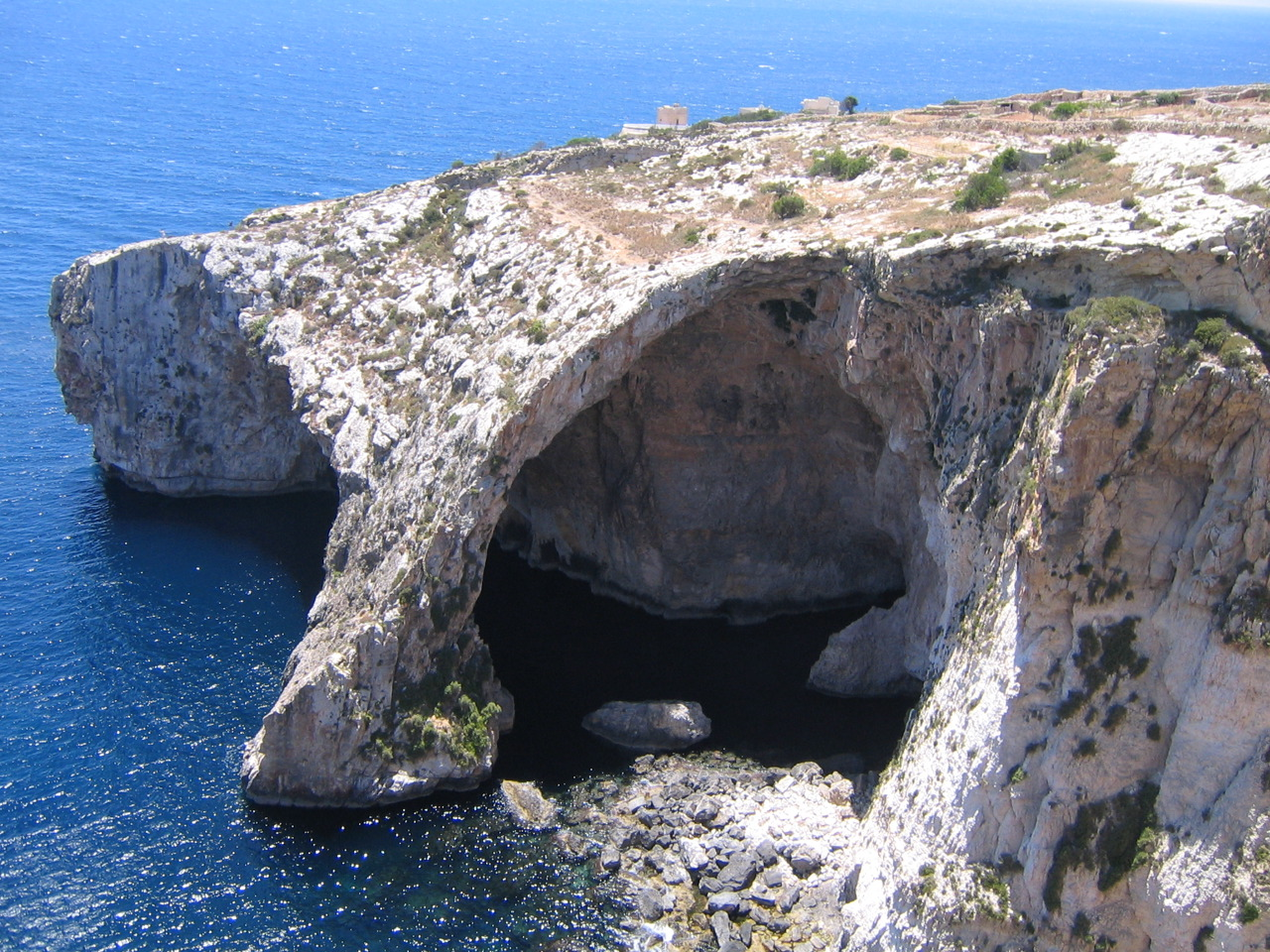
De blauwe grot van bovenaf.

De Blauwe Grot (Maltees: Taht il-Hnejja, beter bekend onder de Engelse naam Blue Grotto) is eigenlijk een reeks natuurlijke grotten op zeeniveau, gelegen iets ten westen van de haven Wied iz-Żurrieq van het dorp Żurrieq, aan de zuidkant van Malta.
Iedere dag is hier van zonsopkomst tot ongeveer 13.00 uur 's middags een uniek fenomeen te zien: door de ligging van de grot in combinatie met het zonlicht krijgt het water er vele uiteenlopende kleuren blauw. In bepaalde inhammen lijkt alles onder water fluorescent doordat een felle blauwe kleur wordt gereflecteerd; in andere inhammen is juist weer een diep donkerblauwe kleur te zien.
Deze grot is een populaire toeristenbestemming op het eiland. Vele toeristen vinden ieder jaar hun weg naar de opmerkelijke grot, zowel tijdens georganiseerde dagtochtjes als op eigen gelegenheid. Deze toeristen worden door middel van kleine, traditionele Maltese bootjes vanuit het haventje naar de grot gevaren.
Vergelijkbare lichteffecten zijn te zien in grotten in Kroatië (Blauwe Grot van Biševo) en de Italiaanse eilanden Capri (Grotta Azzurra) en Sicilië (eveneens Grotta Azzurra genoemd).